# Puerto deportivo de CCR Chapela
Situado en la parte más interior de la Ría de Vigo

## Situación General
El acceso está reservado a embarcaciones de pequeño calado y en pleamar. Desde la Punta Pías la costa gana en profundidad y está libre de piedras. Del extremo sur de Cesantes arranca el puerto cuyo calado máximo no supera los dos metros. Entre la Isla de san Simón y el islote de San Antonio hay un paso para embarcaciones menores. Arcade tiene un puerto de un metro de profundidad sobre arena ya que se encuentra situado en lo que se denomina el fondo de la ría, donde se acumulan los sedimentos que arrastran los ríos que desembocan en la bahía.
Encuentralo en el Mapa

## Accesibilidad
Chapela es atravesada por dos vías férreas, una de pasajeros y otra de mercancías además de ser atravesada por la carretera nacional N-552 y la autopista AP-9 que une Vigo y La Coruña en poco más de una hora.
Encuentralo en el Mapa

## Servicios existentes
-agua en amarre
- luz en amarre
- VHF

## Contacto y Fuentes de datos
- https://web.archive.org/web/20070303073116/http://usuarios.lycos.es/ccrchapela/index2.htm

- http://www.buscoamarre.com

- https://web.archive.org/web/20070409123456/http://www.riasbaixas.org/

- http://www.concelloderedondela.org (enlace roto disponible en Internet Archive; véase el historial, la primera versión y la última).

- http://www.farodevigo.es

- Datos: Q6092031